# Awinu Malkenu
Das Awinu Malkenu (hebräisch אָבִֽינוּ מַלְכֵּֽנוּ Unser Vater, unser König) ist ein jüdisches Bittgebet, das sich aus einer alten, litaneihaften Anrede entwickelt hat. Jeder Satz beginnt mit den Worten „Awinu Malkenu“, gefolgt von variierenden Bitten.
Ursprünglich an öffentlichen Fasttagen gesprochen, ist es spätestens seit Rabbi Akiba belegt, der diese Formel schon benutzt hat, d. h. im ersten Jahrhundert nach unserer Zeitrechnung.
Es liegt im Wesen einer Litanei, dass sie leicht erweitert werden kann, und so ist das Gebet im Laufe der Jahrhunderte immer mehr ausgearbeitet worden. Im ältesten bekannten Gebetbuch aus dem 9. Jahrhundert enthält das Gebet 25 Sätze, später sind Fassungen mit über 50 Sätzen verbreitet gewesen.
Die Litanei ist heute in den verschiedenen jüdischen Richtungen eingeführt und Bestandteil der Liturgie. Avinu Malkenu wird an den zehn Bußtagen von Rosch ha-Schana bis zu Jom Kippur gesprochen.